# Vicente Saadi
Vicente Leonides Saadi (Belén, 19 de julio de 1913 – Buenos Aires, 10 de julio de 1988), también escrito como Vicente Leónidas Saadi, fue un abogado, político y periodista argentino que fue gobernador de la provincia de Catamarca en dos gestiones (junio-noviembre de 1949 y 1987-1989), senador nacional en tres períodos (1946-1949, 1973-1976 y 1983-1987) y presidente del Partido Justicialista (1985-1988).
Es de cobrada fama por sus memorables frases «¡Basta de cháchara!» y «¡Se va por las nubes de Úbeda!»

## Biografía
Oriundo de la localidad de Belén, su madre era argentina y su padre un inmigrante sirio-libanés. Los primeros años de su infancia transcurrieron en la escuela Fray Mamerto Esquiú, pasando luego a las aulas del Colegio Nacional Sarmiento. Estudió abogacía en la Facultad de Derecho de la Universidad Nacional de Córdoba, obteniendo su título universitario en 1940. Contrajo nupcias con María Alicia Cubas, descendiente del exgobernador José Ignacio Cubas.

### Primer Gobierno Peronista
En sus primeros años de juventud adhería al radicalismo, pero luego toma partido por el movimiento peronista a unos meses de las próximas elecciones nacionales de 1946. Momento que Vicente aprovechará al máximo, colocando los recursos que tenga disponible para fundar el Partido Laborista de Catamarca, base del peronismo local y su vía electoral para alcanzar el cargo de Senador Nacional.
La Cámara Alta del Congreso Nacional le confió cargos de diversa índole: Presidente del Bloque Justicialista en el Senado; Presidente de la Comisión de Industria y Comercio; Embajador extraordinario en misión especial en México, Haití, Santo Domingo, Cuba, Venezuela, Estados Unidos y Alemania Democrática; entre otros.

#### Elecciones a Gobernador
Concluido su mandato de legislador, ingresa al duelo electoral por el Poder Ejecutivo Provincial. Previamente las internas de 1949 analizaron la situación y eligen candidatear a Saadi. 
En cuanto a los mecanismos de convicción, más de una teoría trata por develar los recursos y acciones que Vicente desplegó para superar la aprobación de su moción. Entre la obra pública durante su gestión como gobernador se destacan el equipamiento a la dirección provincial de vialidad y la pavimentación de rutas en el interior de la provincia

##### Una picardía política[6]
Se trata de una anécdota de Pacífico Rodríguez. Preocupado por el llamado a elecciones gubernativas, justo un día recibe el llamado telefónico de alguien cuya voz parecía inconfundible, Juan Domingo Perón. Sin sospechar la veracidad del contacto aprovecha la comunicación para solicitarle consejo y ayudarle a nominar candidatos. El aval recae en Vicente Saadi.   
Una vez establecido en el Poder Ejecutivo, Pacífico ordena una entrevista personal con Juan Domingo Perón. Quería preguntarle cuán conforme se sentía con la propuesta. Ambos acceden a reunirse en su despacho de Buenos Aires.   
Apenas escucha duda y referencias sobre el anterior diálogo telefónico, el presidente advierte nunca haber existido dicha conversación remota. Concluyeron que una llamada fraudulenta detonó la confusión.  
Investigaciones posteriores detectaron a los responsables. Díaz Gurguignon, secretario privado de Saadi e imitador de voces, había sido el autor del llamado telefónico.  
Perón no tarda en emitir un Decreto de Intervención Federal (21 de noviembre de 1949) para destituir al mandatario.   
Si bien Catamarca siguió sumida en la discordia por un buen tiempo -años de inestabilidad institucional, intervenciones federales, gobiernos efímeros, bandos enfrentados, creciente hegemonía del sadismo- Perón eleva una denuncia por desacato, propicia el arresto de Vicente y lo encarcela por tres años. [cita requerida]

### Proscripción y Neoperonismo (1955-1973)
Mientras duró la Revolución Libertadora fue duramente perseguido, vetado de toda actividad política y encarcelado. Enfrentó actos de censura del gobierno de facto de Pedro Eugenio Aramburu por dedicarse a dirigir una prensa controversial a los objetivos del régimen. Fue director de El Populista (1957), revista que identificó a una parcela de la resistencia peronista; en la redacción de algunas columnas colaboró Fermín Chávez.
Exiliado Perón y proscripto el movimiento peronista decide alinearse al Peronismo sin Perón. En consonancia, crea el Partido Populista de Catamarca y estructura los cimientos de Unión Popular.
En la Asamblea Constituyente de Catamarca (1966) representó al Bloque de Diputados Constituyentes Justicialistas.

### Tercer Gobierno Peronista (1973-1976)
Para 1973 la vieja cláusula de proscripción queda apartada. Vicente aprovecha los comicios y se dispone a remontar la banca de Senador Nacional por el FREJULI.   
Toma juramento en la Cámara Alta el mismo día que acontece el Devotazo. Sobre la pueblada emprendida en la Cárcel de Villa Devoto el senador peronista enuncia una analogía. Bajo el apodo La Segunda Toma de la Bastilla, compara la movilización social con la Revolución Francesa.
En 1976 la Junta Militar consuma su golpe de Estado. Con el poder político en sus manos impone medidas suspensivas contra el Poder Legislativo. Disuelven el Congreso Nacional e interrumpen el período legislativo de sus miembros. El legislador catamarqueño no será ajeno a los efectos de la clausura, siendo depuesto de su banca.  

### Dictadura Cívico-Militar Argentina (1976-1983)

#### Rol y activismo por los Derechos Humanos
Al tanto del terrorismo de Estado ejecutado por la Junta Militar, no dudó en prestar sus servicios de abogado. Comparte su Estudio Jurídico - ubicado en Calle Paraguay 1315, Capital Federal- y convierte al despacho en sitio de reunión para los organismos de derechos humanos; en 1979, allí mismo recibió la visita de la Comisión Interamericana de Derechos Humanos (CIDH) y entregó un informe con la compilación de denuncias por violaciones a derechos humanos en la República Argentina. Pese a la clandestinidad de sus actividades, facilitó el contacto con presos políticos, agilizó el trámite de denuncias y permitió la obtención de testimonios.
Presidió la vicepresidencia de la Asociación Latinoamericana de Derechos Humanos y Defensa de la Democracia, con sede en Quito, Ecuador; luego asciende a Presidente de la filial argentina de ese mismo organismo, con sede en Buenos Aires y con jurisdicción en Chile, Bolivia, Paraguay y Uruguay. En 1982 es electo Secretario General de la Asamblea Permanente para la Defensa de los Derechos Humanos para Latinoamérica (APDDH).

#### Intransigencia y Movilización Peronista
A inicios de la década del ´80, tras el desgastamiento acentuado de la dictadura, comienza a reunir remanentes de la izquierda peronista. Con ellos pacta, en primer lugar, fundar Intransigencia y Movilización Peronista, una línea interna del Partido Justicialista; en segundo, que Vicente dirija la mencionada agrupación por ser Director y Editor Responsable del diario La Voz. 
La iniciativa tiene un objetivo original: configurar una tendencia revolucionaria capaz de reinsertarse en la militancia peronista y la transición democrática.

### De la Restauración Democrática hasta su muerte (1983-1988)
Al interior del Partido Justicialista, Saadi concibe una corriente singular. Denota una actitud combativa al Proceso de Reorganización Nacional. En rigor, propuso una agenda político-judicial donde el juicio y castigo alcancen a la cúpula del régimen militar. Esto le valió severas discusiones con organizaciones adversas o disidentes al reclamo.
En 1983 compite en la interna del Partido Justicialista para definir candidato a Presidente de la Nación Argentina. El caudal de votos de su precandidatura lo engrosa Intransigencia y Movilización Peronista. El resultado del escrutinio no lo favorece. Triunfa la fórmula Luder-Bittel.
Como derrotero alternativo, disputa su regreso al Senado Nacional. Más tarde, el Congreso lo delega Jefe del bloque justicialista.

#### Conflicto por el Canal del Beagle
El 14 de noviembre de 1984 tuvo parte en un recordado debate televisivo junto con Dante Caputo. Los dos oradores polemizaron sobre el Conflicto del Canal de Beagle. El Senador del Partido Justicialista, a diferencia del Canciller, argumenta contra el Tratado de paz y amistad entre Argentina y Chile. 
La prensa, por su parte, analiza a fondo la discusión. Notaron un contraste entre el estilo desafiante y tradicional de Saadi -incluye sus memorables exclamaciones ¡Basta de cháchara! o ¡Se va por las nubes de Úbeda!-. Una semana después hubo diez millones y medio de argentinos (81,13%) por la afirmativa y poco más de dos millones (17,24%) opuestos al acuerdo. Con gran concurrencia, aunque no era obligatorio votar.

#### Presidente del Partido Justicialista Nacional
El Congreso Nacional del Partido Justicialista de Santa Rosa (julio de 1985) restituye a María Estela Martínez de Perón para conducir el PJ; Vicente Saadi, en cambio, ostenta la vicepresidencia primera. Sin embargo, las negativas de Isabelita impiden proseguir su carrera: quien prepara su mudanza y residencia a España. Entonces Vicente acepta ser Presidente del Partido Justicialista y cumple el resto del mandato pendiente. 
En principio forjó una alianza con Herminio Iglesias, Lorenzo Miguel y Oraldo Britos. Compone un sector ortodoxo del peronismo, opuesta a la «renovación peronista» conformada por Antonio Cafiero, Carlos Menem y José Manuel de la Sota. Al cabo de un tiempo revela un rumbo distinto. Debía consagrarse un sucesor en la conducción del PJ. De cara a los comicios partidarios que se avecinan, Vicente acuerda negociar la postulación de Antonio Cafiero (gobernador bonaerense desde 1987).

#### Robo de las manos de Perón
Le tocó enfrentar un crimen que conmocionó la historia política argentina y al movimiento justicialista. A pocos días del 13° aniversario de fallecimiento de Juan Domingo Perón, los cuidadores del Cementerio de la Chacarita enseñaron a la policía la tumba forcejeada del líder y expresidente. Luego de que los agentes policiales inspeccionen la integridad del ataúd, descubren que al cadáver le faltan ambas manos; además se desconocía el actual paradero de unos objetos de valor, los cuales acompañaban al cuerpo. En fin, la sepultura fue profanada y saqueada.  
Vicente Saadi, Carlos Grosso y Saúl Ubaldini reciben cada uno mensajes escritos. Dichas epístolas coinciden en una consigna, comunicar un pedido de rescate. O sea, entregar un monto estimado de 8 millones de dólares a cambio de devolver los objetos robados, en especial las manos de Perón. Los tres líderes del justicialismo constatan que precisamente lidian con una extorsión.  
Atentos a la gravedad del caso, el conjunto de la CGT y el Partido Justicialista decreta jornada de duelo para el 6 de julio. Mientras tanto, el jefe titular del PJ se ocupa en la demanda de los extorsionadores. En este punto es cuando Vicente Saadi no acepta el trato, y por ende el cuantioso rescate exigido nunca fue pagado.
En cuanto a los autores del crimen no hay dato certero sobre quiénes y por qué perpetraron el robo. Sobre el tema solo perduran el misterio y una ola de hipótesis.

#### Últimos meses de vida
En vísperas de su fallecimiento, retira su militancia por la política nacional y parte rumbo a la política local, sucediendo a su hijo Ramón Saadi en el Poder Ejecutivo de la Provincia de Catamarca. Sin embargo, en menos de siete meses no completa el período que ordena la Constitución: Vicente padecía un delicado cuadro de salud; los médicos le habían diagnosticado diabetes y un tumor.
Saadi fallece el 10 de julio de 1988.

## Monumentos
En su memoria existen calles y avenidas bautizadas con su nombre: la Avenida Vicente Saadi en el departamento Santa María, Provincia de Catamarca; otra avenida en la ciudad de Recreo, Provincia de Catamarca; la calle Dr. Vicente Saadi en San Pedro, provincia de Santiago del Estero; y una calle cerca de la Ruta 41, en San Fernando del Valle de Catamarca.

## La familia Saadi
- Ramón Saadi (hijo), gobernador de Catamarca, diputado y senador nacional.
- Alicia Saadi de Dentone (hija), senadora nacional.
- Luis Saadi (hijo), Diputado de la Nación.
- Lucía Corpacci (sobrina), gobernadora de Catamarca desde el 10 de diciembre de 2011 hasta el 10 de diciembre de 2019.